# Liliana Rydzyńska
Liliana Rydzyńska, właściwie Barbara Liliana Rydzyńska-Gołąbiewska z domu Jędrzejczyk (ur. 1938 w Dziepółci, zm. 21 stycznia 2005 w Melbourne, Australia) – polska poetka i pisarka tworząca na emigracji.

## Życiorys
Ukończyła studia na Wydziale Polonistyki Uniwersytetu Warszawskiego, od 1960 należała do Związku Literatów Polskich. Była członkiem nieformalnej grupy młodych poetów spotykających się w warszawskim klubie Hybrydy. W 1964 opuściła Polskę i przez pięć lat mieszkała w Paryżu, a następnie wyjechała do Australii. Studiowała na Wydziale Humanistycznym w University of Sydney (BA). W 1996 zamieszkała na dwa lata w Polsce, ale nie mogąc się odnaleźć powróciła do Australii i zamieszkała w Melbourne. Po śmierci męża Henryka zapadła na depresję, w wyniku której 25 stycznia 2005 popełniła samobójstwo.

## Twórczość
Poezja
- Castle
- Celebration
- Earthquake
- Ścinanie róż

Proza
- Odpycham kosmos
- Pozwólcie owocom dojrzewać (zbiór opowiadań)
- Stracone światy... Odzyskane światy (powieść, 2 tomy)
- Mój Henry